# The Lucid
The Lucid es una banda de heavy metal oriunda de Los Ángeles, California, formada por el bajista David Ellefson tras su salida de Megadeth en 2021. Además del propio Ellefson, el grupo cuenta con la participación del vocalista Vinnie Dombroski (Sponge), el guitarrista Drew Fortier, y el baterista Mike Heller (Fear Factory). Su primer LP, titulado “The Lucid”, fue lanzado el 15 de octubre del 2021 bajo el sello SpoilerHead Records.

## Miembros
- David Ellefson - Bajo (2021-presente)
- Drew Fortier - Guitarra (2021-presente)
- Vinnie Dombroski - Voz (2021-presente)
- Mike Heller - Batería (2021-presente)

## Discografía

### Álbumes de estudio
- The Lucid (2021)

### Simples
- Maggot Wind (2021)
- Damned (2021)
- Hair (2021)